# ステレオ芸術
ステレオ芸術（ステレオげいじゅつ）は、1967年6月から1982年11月まで発行されていたクラシック音楽のレコードの月刊誌。ラジオ技術社が発行していた。通称ステ芸。通巻で199号まで発刊された。

## 内容

### レコード評
メインは、最近一ヶ月間に発売されたLPの批評である。当初は各部門二人ずつで批評しており「立体批評」と呼ばれていた。これはレコード芸術誌で現在行われている形だが、ステレオ芸術の方が先行していた。レコード芸術が大木正興や志鳥栄八郎などの音楽評論における国内の権威を起用していたのに対し、ステレオ芸術は新進の評論家を起用した新鮮な感覚のレコード評が売り物であった。
のちに諸井誠、金森昭雄、高橋英郎、黒田恭一らが交響曲・管弦楽曲・協奏曲などのそれぞれのジャンルを担当する形式に変わった。各ジャンルで月に何点かの推薦盤・注目盤が選ばれる。
1979年からはそれまでのレコード評の形式を一新し、岡俊雄、小林利之、高橋英郎の3者による座談会形式のレコード評を行った。意欲的な試みではあったが、大量の新譜を聴き、それを座談会で批評する形式の時間的制約や選者への負担、またそれまでと比べて推薦盤・注目盤が極端に減ってしまったこともあって、座談会形式のレコード評は1年間のみで終了し、従来の形式へと戻っている。

### 巻末新譜紹介
レコード芸術が現在採用している、ジャケット写真を左に置き詳細なデータと注釈を表に収める巻末新譜紹介のスタイルもステレオ芸術が先行している。さらに巻末新譜紹介では、当誌の発売月に発売される新譜が写真入りで紹介されており、これはレコード芸術の新譜紹介よりも1ヶ月早く、ほぼリアルタイムでの紹介だった。ただし80年代に入ってからの新譜紹介は、レコード芸術と同じく発売月の翌月に紹介される形に変わっている。

### 特集記事
巻頭のグラビアページでは、来日演奏家を中心とした写真特集が組まれていた。毎号2つ程度の特集記事が掲載されていた。第1特集では、クラシック音楽の人気曲の代表盤を座談会形式で語り倒す企画がよく行われていた。クラシック音楽を愛好する高校生・大学生による座談会が掲載されたこともある。また第2特集では、有名演奏家の海外での活動を現地での写真付きで紹介する企画が行われていた。
新譜案内はその月に発売される新譜が掲載されており、これはレコード芸術誌よりも早い紹介だった。このほかNHK-FMを中心としたクラシック番組の評論、オーディオ新製品の評論などが掲載される時期もあった。
総じて、ライバル誌だったレコード芸術よりも若い読者層を意識した編集内容だった。レコード評も簡潔な分かりやすい内容で書かれていた。特集記事の文体が、「～しちゃうからね！」「カッコいいんだわぁ！」などのように、時としてズッコケ調になることもあった。

## 夢のレコード
ステレオ芸術誌の表紙は、実際には実現不可能な、しかし実現していたらクラシック音楽ファンなら誰でも聴いてみたい夢の顔合わせと曲目による架空のレコードジャケットがデザインされていた。1979年からは読者投稿による夢のレコードが表紙を飾るようになった。なおこの夢のレコードの発売元はSGレーベル（SGはステレオ芸術の略称）。表紙を飾った夢のレコードには次のような「名盤」があった。
- チャイコフスキー：ピアノ協奏曲第1番
  - ピアノ：ウラディーミル・ホロヴィッツ 　指揮：ヘルベルト・フォン・カラヤン 　　ニューヨーク・フィルハーモニック
- ホルスト：惑星
  - 指揮：ゲオルク・ショルティ　　ボストン交響楽団
- グールド・プレイズ・ショパン
  - ピアノ：グレン・グールド
- ベートーヴェン交響曲全集
  - 指揮：セルジュ・チェリビダッケ　 ウィーン・フィルハーモニー管弦楽団
- チャイコフスキー：ピアノ協奏曲第1番
  - ピアノ：マルタ・アルゲリッチ 　　指揮：カルロス・クライバー 　　ウィーン・フィルハーモニー管弦楽団
- プッチーニ：歌劇「トスカ」
  - 指揮：ジェームズ・レヴァイン　トスカ：シルヴィア・シャーシュ　　カヴァラドッシ：ルチアーノ・パヴァロッティ　　スカルピア男爵：ジークムント・ニムスゲルン　　ミラノ・スカラ座管弦楽団・合唱団
- チャイコフスキー：交響曲第1番「冬の日の幻想」
  - 指揮：エフゲニー・ムラヴィンスキー　　ベルリン・フィルハーモニー管弦楽団
- レスピーギ：交響詩「ローマの祭」
  - 指揮：リッカルド・ムーティ　　アムステルダム・コンセルトヘボウ管弦楽団
- ストラヴィンスキー：春の祭典
  - 指揮：ムスティスラフ・ロストロポーヴィチ　　レニングラード・フィルハーモニー管弦楽団およびフィラデルフィア管弦楽団による同曲異演
- ベートーヴェン：交響曲第9番「合唱」
  - 指揮：マウリツィオ・ポリーニ　　ウィーン・フィルハーモニー管弦楽団
- ジョン・ケージ：4分33秒（SGレーベル初のディジタル録音、SQ4チャンネル）
  - ウィーン・フォルクスオーパー管弦楽団
- ホルスト：惑星（エルガー・ハワース作曲「地球」「冥王星」付き）
  - 指揮：エルガー・ハワース　　フィリップ・ジョーンズ・ブラス・アンサンブル
- マーラー：交響曲第4番
  - メゾ・ソプラノ：リンダ・ロンシュタット 　指揮：エド・デ・ワールト　 アムステルダム・コンセルトヘボウ管弦楽団
- ベルガンサ、ポール・マッカートニーを歌う
  - ソプラノ：テレサ・ベルガンサ　　指揮：サー・ゲオルク・ショルティ　　ロンドン・フィルハーモニー管弦楽団
- ベートーヴェン：三重協奏曲
  - 指揮：ハンス・クナッパーツブッシュ　　ヴァイオリン：ヨーゼフ・シゲティ　　チェロ：パブロ・カザルス　　ピアノ：ヴィルヘルム・バックハウス　　ウィーン・フィルハーモニー管弦楽団
- ベートーヴェン：交響曲第11番「不滅」
  - 指揮：オットー・クレンペラー　 ベルリン・フィルハーモニー管弦楽団
  - この夢のレコードが表紙に載った直後、音楽情報誌やレコード会社に「本当にベートーヴェンの交響曲第11番のレコードが発売されるのか？」といった問い合わせが寄せられたという。
- マーラー：交響曲第2番「復活」
  - 指揮：ヴィルヘルム・フルトヴェングラー 　ストックホルム・フィルハーモニー管弦楽団
- バッハ：音楽の捧げもの
  - ピアノ：フリードリヒ・グルダ　　ジャック・ルーシェ・トリオ
- フルトヴェングラー：交響曲全集、交響的協奏曲、テ・デウム
  - 指揮：ヘルベルト・フォン・カラヤン 　ベルリン・フィルハーモニー管弦楽団
- ブラームス：ドイツ・レクイエム
  - 指揮：カール・ベーム　　ベルリン・フィルハーモニー管弦楽団　　新ヘドヴィヒ教会合唱団　　ソプラノ：エディト・マティス　　バス：ディートリヒ・フィッシャー＝ディースカウ
  - 当盤が「夢のレコード」最後の作品となった。

「夢のレコード」の中には、ショルティ指揮によるホルストの「惑星」（ロンドン・フィルハーモニー管弦楽団）やムーティ指揮によるレスピーギの「ローマの祭」（フィラデルフィア管弦楽団）のように、オーケストラこそ違えど後年に本当に実現して名盤となったものもある。
表紙の「夢のレコード」として採用はされなかったが、『ベートーヴェン：ヴァイオリン協奏曲　ヴァイオリン：シャーロック・ホームズ　指揮：オットー･クレンペラー　フィルハーモニア管弦楽団』のように、音楽に長けた架空の人物（名探偵ホームズはヴァイオリンの名手としても人物造形されている）をフィーチャーしたアイディアもあった。
しかし「夢のレコード」による表紙は1980年12月号で終了し、翌1981年1月号からは表紙を飾った新譜レコードの読者プレゼントへと変わった。